# INISS
INISS (Integrovaný informační systém stanice) je audiovizuální informační systém vytvořený v platformě Microsoft Windows, který je využíván k informování cestujících na železnici v Česku a na Slovensku. Systém vyvíjí brněnská společnost CHAPS.
INISS je dodáván výhradně na zakázku provozovatele dráhy podle místních specifik konkrétního nasazení. Není poskytován běžným uživatelům, a to ani žádná jeho demonstrační verze.

## Historie
V Česku byl INISS poprvé nainstalován v roce 1999 do stanice Praha Masarykovo nádraží, dále pak do stanice Kolín. Zpočátku se systém nijak zvlášť nerozšiřoval. Počet stanic, ve kterých je INISS nainstalován se poté významně zvýšil, v roce 2024 byla velká většina stanic na území ČR vybavena právě tímto systémem.
Kromě místního lokálního nasazení je systém INISS rozšířen hlavně na všech tratích, které řídí Centrální dispečerské pracoviště Přerov, a také na vybraných tratích, které řídí Centrální dispečerské pracoviště Praha.

## Hlasatelé

### Český jazyk
Hlášení v tomto systému v českém jazyce původně namluvila Danuše Hostinská-Klichová.
Od roku 2019 probíhalo testování nového hlasatele, kterým se stala Kateřina Mendlová-Jírů. V listopadu roku 2021 došlo k postupnému (a následně úplnému) přechodu na nový hlas, a to v souvislosti s významnou změnou směrnice SŽ SM100, která mimo jiné definuje jednotlivé textace hlášení.
První stanicí, kde se nová hlasatelka vyskytla, byly Hranice na Moravě město, k instalaci systému došlo 15. listopadu 2022. O týden později došlo k rozšíření i na některé další úseky v oblasti Prahy, Bohumína, Těšínska a Ostravy. Později se dočkaly i veškeré ostatní stanice, systém INISS je od změny v roce 2021 dodáván pouze s tímto novým hlasatelem.[zdroj?]

### Slovenský jazyk
Ve slovenském jazyce je od roku 2019 využíváno hlášení namluvené Janem Homolkou. Ten nahradil dřívější Milenu Hurajovou, jenž je původem ze Slovenska, a která žije v Česku.

### Další cizojazyčné verze
Anglická verze hlášení byla namluvena Philipem Bělohlávkem, německá pak Robertem Schleinem. Ten byl již před zavedením nové aktualizace směrnice SM100 postupně nahrazován hlasem Tomáše Káni, který byl nejdříve testován v informačním systému MAVIS ve vlacích, a následně částečně v nádražním provozu, frází však bylo nahráno méně a bylo tedy možné slyšet oba hlasatele najednou v rámci jednoho hlášení. Postupně došlo k úplnému nahrazení ve všech dotčených stanicích.
Při zavedení hlášení podle nové SM100 v roce 2021 byla také zavedená nová polská verze hlášení, kterou namluvil Jan Szymik. Polskou verzi je konkrétně možné slyšet ve 14 stanicích: na trati Bohumín–Čadca v úseku Chotěbuz - Mosty u Jablunkova zastávka, a dále také ve stanici Petrovice u Karviné. S požadavkem na vytvoření polského jazyka v hlášení přišla Rada vlády pro národnostní menšiny.

## Verze
Systém INISS má dvě verze, konkrétně INISS 1 a INISS 2. Rozdíl mezi verzemi je jak ze vzhledové stránky, tak i v jednotlivých funkcích.[zdroj?]

### INISS 1
Systém INISS 1 byl první nasazovanou verzí. Nejnovější, resp. poslední verzí je verze INISS 3.39. Instalovány však byly, nebo v roce 2024 stále jsou v některých stanicích také starší verze 3.19 nebo 3.23.[zdroj?]

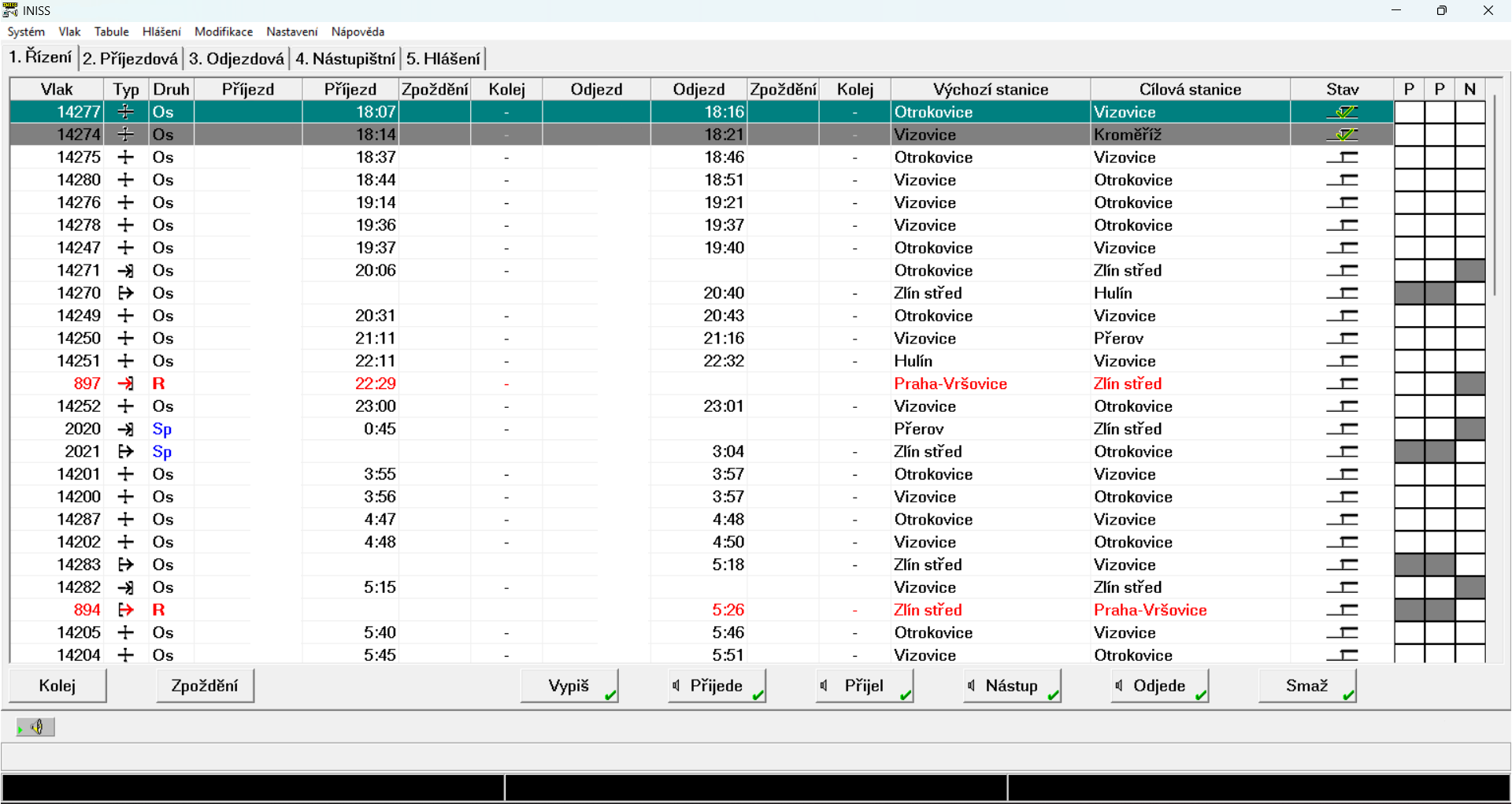
Ukázková fotografie informačního systému INISS 1 ve verzi 3.39

Ke dni 9. dubna 2025 bylo možné se setkat se systémem INISS 1 ve stanicích Domažlice, Frýdek-Místek, Jihlava, Jindřichův Hradec, Karlovy Vary dolní nádraží1, Kralupy nad Vltavou1, Kojetín, Liberec, Most1, Opava východ, Pelhřimov, Zlín střed, Klatovy1 a také v některých dalších menších stanicích.
1 Instalace staršího systému je v této stanici nutná z důvodu instalovaných informačních tabulí Pragotron. Systém INISS 2 tyto tabule nepodporuje.
Dochází však k jeho postupnému nahrazování za novější systém INISS 2, během roku 2024 došlo k jeho odinstalaci např. ve stanicích České Velenice, Ostrava střed (+ Ostrava-Stodolní), Nymburk hlavní nádraží nebo Znojmo. Dříve došlo také k odinstalaci ve stanici Praha-Smíchov v důsledku celkové rekonstrukce stanice.
Systém INISS 1 byl dodáván pouze s hlasem Danuše Hostinské-Klichové. Zajímavostí systému je, že neobsahuje veškeré stanice na území České republiky, pouze jejich malé množství (200 - 400), a to v závislosti na aktuálním nasazení. Taktéž bylo pro každou stanici zvlášť jednotlivě vytvořeno hlášení nástupišť nebo kolejí dle aktuálního nasazení. Zároveň obsahuje odlišnou textaci hlášení o výluce (z důvodu výluky traťové koleje...) nebo změně koleje (Pozor! Hlásím změnu vjezdové / odjezdové koleje.), než systém INISS 2, který tyto informace hlásí obecně (z důvody výluky...; Pozor! Hlásím změnu koleje.).[zdroj?]
K roku 2024 je systém INISS 1 a také systém INISS 2, nainstalován na počítače převážně s operačním systémem Windows 7 (s nastaveným klasickým motivem vzhledu), rozšířený je ale také na počítačích se systémem Windows 10.[zdroj?]

### INISS 2
Systém INISS 2 byl nástupcem původního informačního systému INISS 1. Součástí systému byl stejný hlas, celkový program byl však předělán a upraven pro snadnější používání a lepší fungování napříč funkcemi systému.[zdroj?]

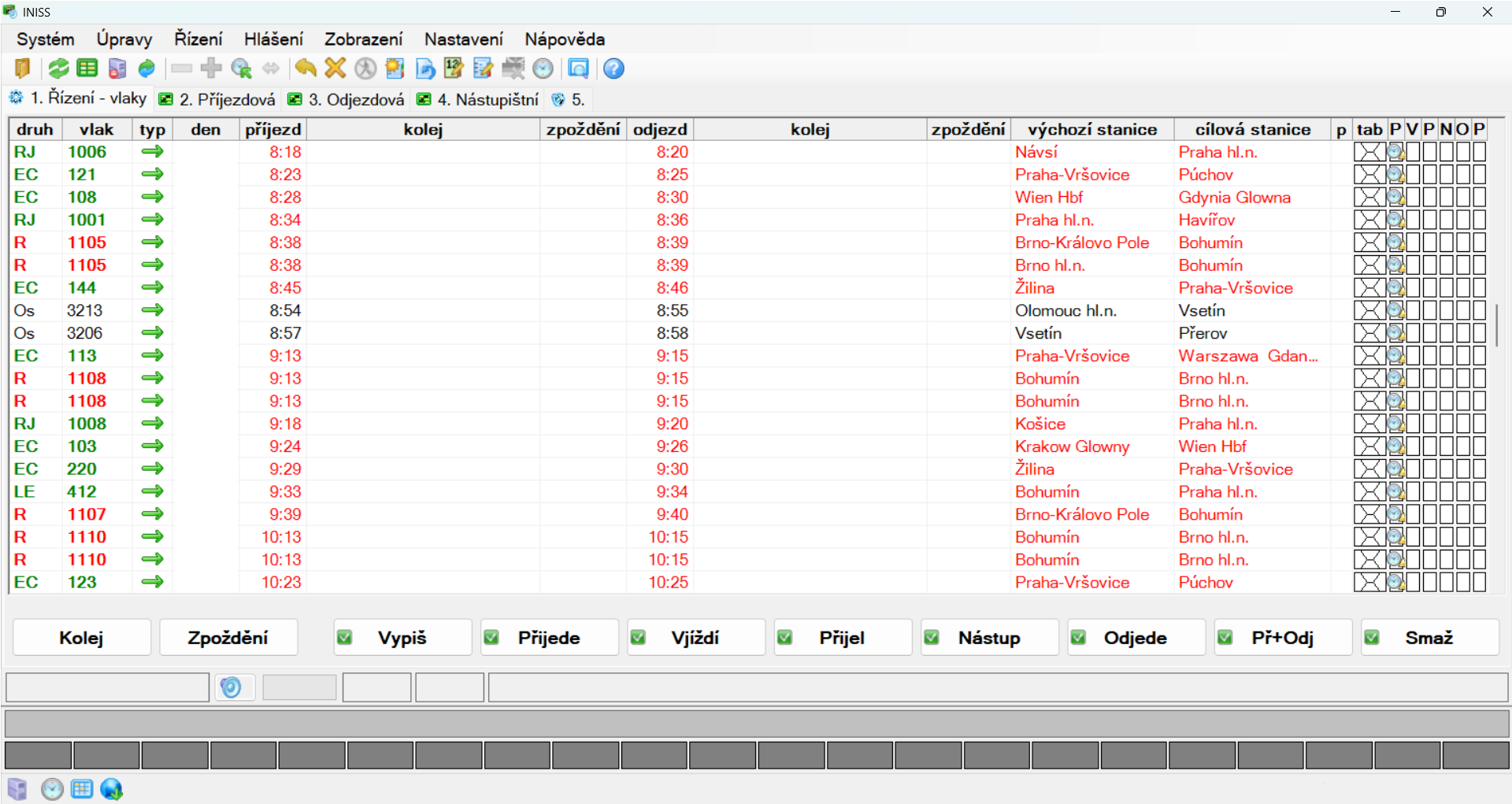
Ukázková fotografie informačního systému INISS 2 (Klient).

Systém umožňuje zaměstnancům řídící provoz snadnější úpravu vlaků, mimořádností, výluk a podobných opatření. Zároveň nabízí jednodušší správu jazyků nebo možnost úpravu vlaku pouze na konkrétní den. Oproti INISS 1 dokáže tento systém správně spolupracovat s programem GTN, v systému lépe funguje automatická činnost hlášení a je také umožněno hlásit do neomezeného množství stanic. Zároveň nabízí oproti předchůdci veškeré stanice na území České republiky, a také některé neveřejné tarifní body.
Systém INISS 1 fungoval na bázi pouze jedné aplikace, systém INISS 2 funguje v rámci dvou samostatných na sobě závislých aplikací - INISS Klient a INISS Server.  Aplikace Klientu se stará o vzhledovou část systému, aplikace Serveru poté zastřešuje veškeré provedené operace v Klientu a také provádí samotné hlášení nebo práci s informačními tabulemi.
Aplikace INISS Server ve většině případů není dostupná přímo v počítači, kde je současně aplikace INISS Klient, najdou se však výjimky.[zdroj?]
Ve stanicích, kde byl systém INISS 2 instalován, došlo postupně od roku 2021 k aktualizacím na novější verzi INISS 2 SM100. 31. října 2022 došlo k aktualizaci systému na novější v poslední stanici, kde dosud nebyl - a to Praha hlavní nádraží. Od změny směrnice v roce 2021 již ve stanicích tento systém instalován není, nové instalace jsou již dodávány se systémem INISS 2 SM100.

### INISS 2 SM100
Verze systému INISS 2 byla vytvořena při zavedení aktualizované směrnice SŽ SM100 a nového hlasatele v listopadu 2021. Obsahuje aktuální textaci podle zmíněné směrnice SM100 (oproti INISS 2 došlo např. k odebrání hlášení Přijel nebo Přijel+Odjede, přesných důvodů zpoždění, různých služebních hlášení, apod.), včetně postupně přidávaných nových funkcí v programu.
Při zcela prvotním zavádění systému INISS 2 SM100 v okolí Ostravska bylo možné zaslechnout na krátký čas starší hlasatelku Danuši Hostinskou-Klichovou. Po dokončeném krátkodobém testování poté došlo k nahrazení za hlasatelku Kateřinu Mendlovou-Jírů.
Vzhledově je tato verze systému stejná, jako předchozí INISS 2. Umí však některé funkce navíc, jako například zobrazování informačního textu u vlaků v případě výluky (ve formátu V ÚSEKU "STANICE A" - "STANICE B" JE ZAVEDENA NÁHRADNÍ DOPRAVA) případně také v anglickém znění, nebo možnost nezobrazování vysoce zpožděných vlaků na tabulích (v případě, že jsou kapacity vizuálního zařízení nízké a situace to dovoluje).

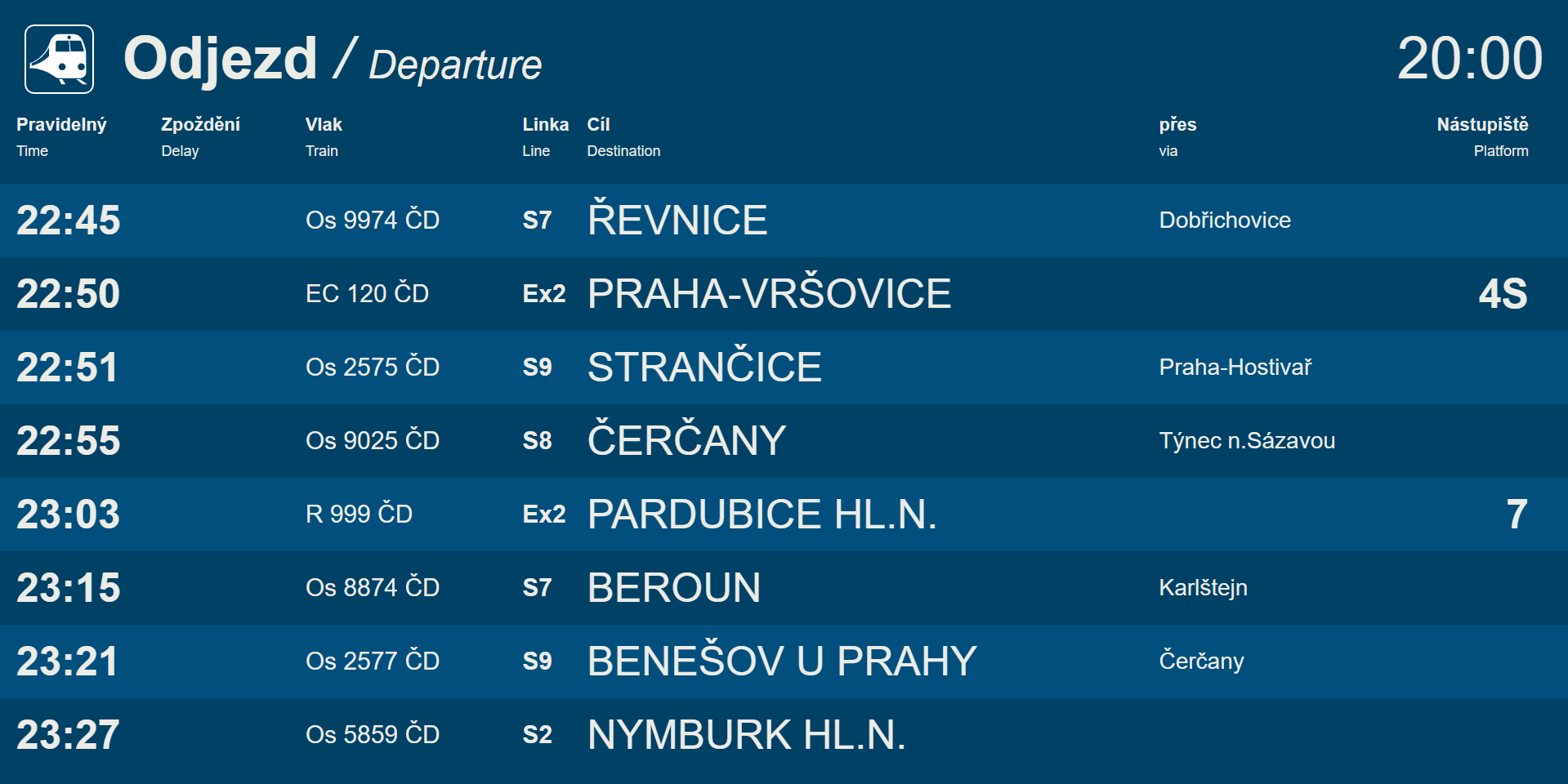
Ukázka náhledu informačních tabulí skrze webovou aplikaci INISSview, na snímku vzor podle SŽ SM118.

### INISSView
K samotnému systému byla vytvořena i webová aplikace INISSView, která funguje jak pro zobrazování internetových tabulí, tak i sledování obsluhy. Aplikace funguje pomocí ASP.NET.[zdroj?] Pro internetové tabule nabízí několik různých vzorů, které je možné si samovolně vybrat a definovat.
Po zavedení aktualizované směrnice SŽ SM100 v roce 2021 se používají informační tabule přesně podle vzoru směrnice SŽ SM118, což se v některých stanicích (kde jsou instalované monitory namísto fyzických tabulí) týká také aplikace INISSView.

## Konkurence
V České republice se kromě systému INISS používají další dva typy rozšířených konkurenčních informačních systémů - systém HIS-VOICE od společnosti mikroVOX a systém HaVIS III od společnosti Starmon.

### HIS-VOICE
HIS-VOICE je systém běžící na Linuxovém prostředí. Nachází se v některých větších stanicích (např. Ostrava hlavní nádraží, Děčín hlavní nádraží, Hradec Králové hlavní nádraží), ale také v několika dalších stanicích (Horní Lideč, Golčův Jeníkov, Lužná u Rakovníka, Karlštejn, Nové Město na Moravě, Jedlová, Turnov a další), nebo se dokonce na nová nádraží instaluje a nahrazuje původní systém INISS (situace v okolí Ústí nad Labem). Systém je oproti systémům HaVIS a INISS nejméně rozšířený. Obsahuje nejzákladnější funkcionality a podrobná editace spojů není uživatelsky možná.

### HaVIS III
Informační systém HaVIS III je od roku 2022 výrazně rozšiřován, a to převážně v novějších stanicích, nebo ve stanicích po rekonstrukci. Vzhledově se velice snaží napodobit systém INISS, ovšem funkcemi velmi zaostává a nenabízí oproti systému INISS některé základní prvky. Systém běží na prostředí Ubuntu v prohlížeči Google Chrome.
Na trati Praha – Česká Třebová, konkrétně v úseku Kolín - Pardubice hlavní nádraží - Česká Třebová, který spadá pod Centrální dispečerské pracoviště Praha, je instalován informační systém HaVIS III. Během rekonstrukce stanice Pardubice hlavní nádraží tak byl tímto systémem nahrazen původní systém HIS-VOICE, který ve stanici byl instalován od roku 2001. Systém HaVIS III nahradil také původní systém INISS 2 na trati 220 mezi Prahou a Českými Budějovicemi. Po rekonstrukci stanice Rožnov pod Radhoštěm byl systém HaVIS III instalován do stanice Valašské Meziříčí (dálkové řízení tratě 281 Valašské Meziříčí - Rožnov pod Radhoštěm) a nahradil původní systém INISS 1, po rekonstrukci stanice Vsetín byl instalován stejný systém místně a nahradil původní systém INISS 2.
Na některých nádražích (např. Prostějov hlavní nádraží, Trutnov hlavní nádraží, Kutná Hora hlavní nádraží, Týniště nad Orlicí, Louny, aj.) bylo ke dni 6. dubna 2025 možné se setkat se starší verzí systému HaVIS, a to konkrétně HaVIS 1. Tato verze obsahuje hlášení podle starší směrnice a nedodržuje přesně určené vzory hlášení podle směrnice SŽ SM100 z roku 2021. Vzhled programu i jeho funkce jsou oproti nejnovější verzi HaVIS III velmi zastaralé.[zdroj?]
V minulosti byla zkratka HaVIS využita jako souhrnný název pro Hlasový informační systém (HIS) od společnosti mikroVOX a Vizuální informační systém (VIS) od společnosti Starmon. V druhé polovině 90. let byl společností Starmon vyvinut zcela vlastní systém pod zavedeným názvem HaVIS (celým názvem Hlasový a vizuální informační systém).